# Mastomys kollmannspergeri
Mastomys kollmannspergeri es una especie de roedor de la familia Muridae.

## Distribución geográfica
Se encuentra en Camerún, Chad, Níger, Nigeria, Sudán y Sudán del Sur.

## Hábitat
Su hábitat natural son:  sabanas, ríos, lagos, y zona urbanas. 